# Franz Stesgal
Franz Joseph Stesgal (* 2. Oktober 1875 in Altschlaining; † 13. Februar 1954 in Wien) war ein österreichischer Landesbeamter und Politiker (CS). Stesgal war Abgeordneter zum Burgenländischen Landtag und Landesrat in der Burgenländischen Landesregierung. 

## Leben
Stesgal wurde als Sohn des Gemeindebeamten in Weiden und Schlaining Franz Stesgal geboren. Er besuchte die Volks- und Realschule in Graz, schloss diese jedoch nicht ab. Stesgal studierte zwei Jahre Theologie und war als Kaufmann tätig. Er leistete seinen Militärdienst als Lehrer in der Freiwilligen-Schule in Sopron ab und war von 1914 bis 1918 Hofkonzipist im Hofmeisteramt von Erzherzog Friedrich. Stesgal war nach dem Ersten Weltkrieg im Jahr 1919 Konzeptsbeamter im Gouvernement Deutsch-Westungarn und 1922 Mitglied der Verwaltungsstelle für das Burgenland sowie Mitglied im ständigen Dreierausschuss der Verwaltungsstelle. Stesgal übernahm in der Folge die Stelle des Bezirksverwalters in Bad Sauerbrunn und wurde 1922 zum Regierungsrat und 1925 zum Hofrat ernannt. Stesgal ging mit dem 15. März 1925 in Pension. Auch infolge des Zusammenbruches der Burgenländischen Zentralbank, deren Präsident er war.
Neben seiner Beamtenkarriere war Stesgal auch politisch aktiv. Er gehörte zwischen dem 15. Juli 1922 und dem 9. November 1925 dem Burgenländischen Landtag an und war vom 19. Juli 1922 bis zum 29. April 1925 Landesrat in der Burgenländischen Landesregierung. 